# Gesellschaft für Erdkunde

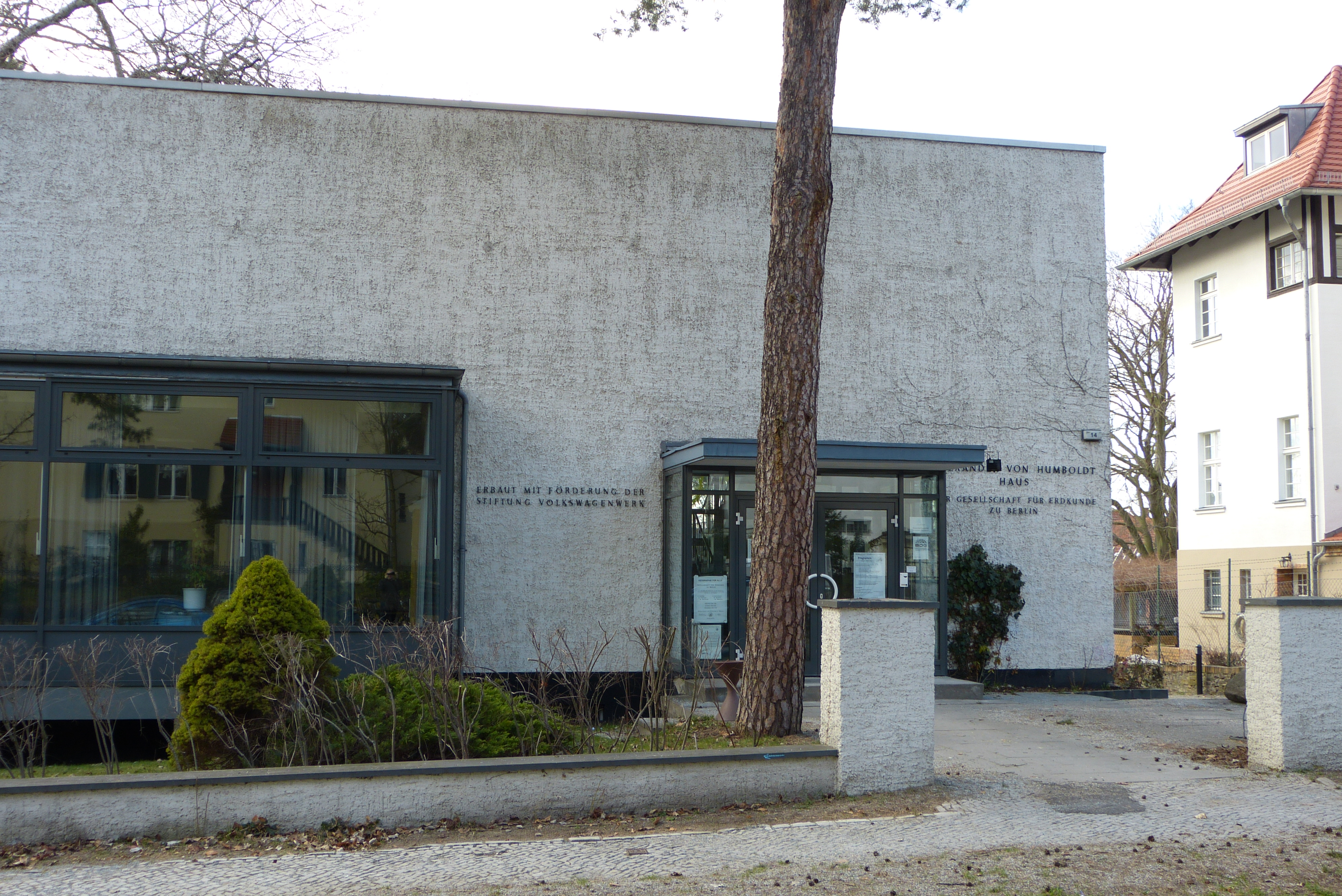
Alexander-von-Humboldt-Haus in Berlin-Steglitz (ehemaliger Vereinssitz)

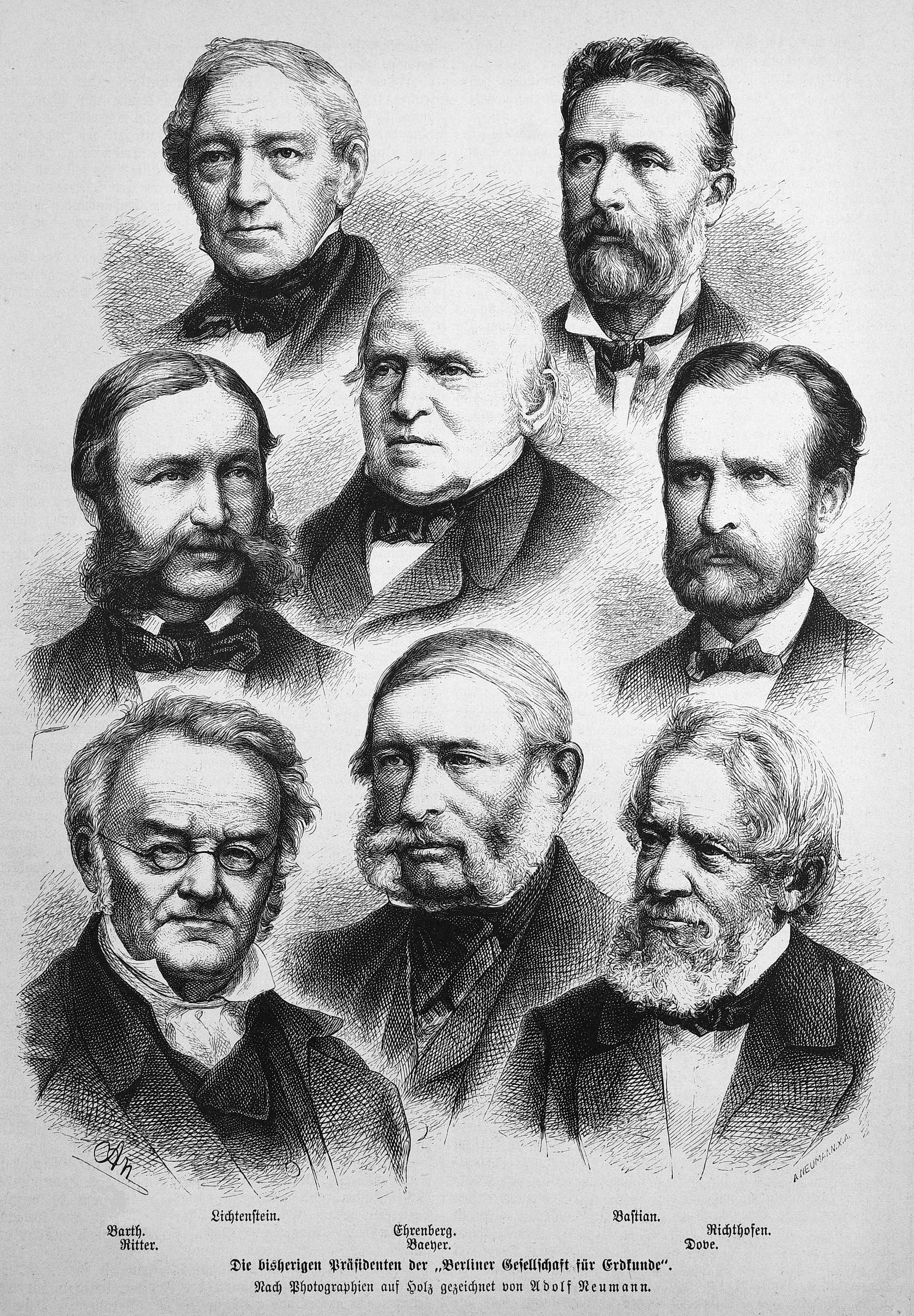
Die bisherigen Präsidenten der Berliner Gesellschaft für Erdkunde (aus: Die Gartenlaube 1878)

Die Gesellschaft für Erdkunde zu Berlin ist eine Vereinigung mit dem Ziel, die geographische und geowissenschaftliche Forschung zu fördern, indem sie deren fachliche Ergebnisse auch einer breiteren, interessierten Öffentlichkeit zur Verfügung stellt. Die Gesellschaft bietet zu diesem Zweck Vortragsveranstaltungen, Workshops, Arbeitskreissitzungen und Exkursionen an und veröffentlicht die Zeitschrift DIE ERDE.

## Geschichte
Am 20. April 1828 traf sich ein kleiner Kreis der Mitstifter der Gesellschaft in Berlin; bei der vorbereitenden Sitzung im Haus von Christian Friedrich Gottlieb Wohlers (1771–1829) waren Johann Jacob Baeyer, Karl von Rau, Karl Friedrich von Klöden, Franz August von Etzel, Johann August Zeune und Heinrich Berghaus anwesend. Man formulierte den Zweck der zu gründenden Gesellschaft, die „Beförderung der Erdkunde im weitesten Sinne des Worts durch mündliche oder schriftliche Mittheilung“. An der konstituierenden Sitzung der Gesellschaft, am 7. Juni 1828, nahmen 27 Personen teil.
Zum ersten Vorsitzenden wurde Carl Ritter gewählt. Spätere Vorsitzende waren die Afrikaforscher Heinrich Barth (bis 1865) und Gustav Nachtigal. Unter Barths Vorsitz widmete sich die Gesellschaft besonders der Förderung junger Forschungsreisender, nicht nur in Afrika. Zu ihnen gehörte beispielsweise der Saharaforscher Gerhard Rohlfs. Sitz der Gesellschaft war seit 1899 das Palais Fürstenberg in der Berliner Wilhelmstraße; von 1967 bis 2014 befand sich der Sitz der Gesellschaft im Alexander-von-Humboldt-Haus in Berlin-Steglitz. Seit 2014 ist die Gesellschaft im GEO-Campus der Freien Universität Berlin in Berlin-Lankwitz untergebracht.
Zu den bedeutenden Persönlichkeiten, die in der ersten Hälfte des 20. Jahrhunderts in der Gesellschaft für Erdkunde wirkten, gehören Friedrich Schmidt-Ott als „Vorsitzer“, zuvor preußischer Kulturminister und ein wichtiger Gestalter der Wissenschaftslandschaft in Deutschland, sowie der Geograph, Geopolitik-Experte und Verfasser von Dramen und Gedichten Albrecht Haushofer, der von 1928 bis 1940 Generalsekretär der Gesellschaft war.

## Tätigkeit
Die Gesellschaft finanziert sich über Mitgliedsbeiträge sowie durch die Stiftung der Gesellschaft für Erdkunde zu Berlin (GfE-Stiftung).
Die Gesellschaft bietet regelmäßig Vortrags- und Diskussionsveranstaltungen in den Räumen ihres Alexander-von-Humboldt-Hauses in Berlin-Steglitz an und führt – auch in Zusammenarbeit mit anderen Institutionen – Tagungen, Arbeitskreissitzungen und Exkursionen durch. Sie ist Herausgeberin der Zeitschrift Die Erde, der ältesten der derzeit publizierten Fachzeitschriften der Geographie in Deutschland; diese erscheint in englischer Sprache und dient der weltweiten Verbreitung der Erträge deutscher geographischer Forschung.
Gegenwärtiger „Vorsitzer“, so der traditionelle Titel des Präsidenten, ist Péter Bagoly-Simó, Professor für Didaktik der Geographie an der Humboldt-Universität zu Berlin.

## Auszeichnungen
Die Gesellschaft vergab bis in die 1980er Jahre verschiedene Auszeichnungen: die goldene Alexander-von-Humboldt-Medaille, die goldene oder silberne Carl-Ritter-Medaille (beide gestiftet 1878), die goldene oder silberne Gustav-Nachtigal-Medaille (gestiftet 1896 bzw. 1898) und die goldene Ferdinand-von-Richthofen-Medaille (gestiftet 1933). Letztere wird inzwischen durch den Deutschen Arbeitskreis für Geomorphologie verliehen.